# Valeria Alinovi
Valeria Alinovi (Napoli, 10 settembre 1957) è una giornalista e scrittrice italiana.

## Carriera
Valeria Alinovi vive e lavora a Napoli.
Vince il Premio Andersen 1980 (XIII edizione) con Come fu che la Tigre Maltese divenne regina.
Fra gli interessi prevalenti di Valeria Alinovi i soggetti deboli e ragazzi: questi ultimi sono protagonisti della sua attività di collaboratrice - al quotidiano Il Mattino e al settimanale Il Mattino illustrato, al Corriere del Mezzogiorno con la rubrica settimanale Under 14, che nel 2000 le vale il Premio Speciale "Città di Pompei", XXVI edizione - e di programmista-regista (della trasmissione televisiva di Rai 2 Patatrac, per la quale ha fra l'altro ideato una serie di candid camera in cui ragazzi svegli si prendono gioco dei grandi).
Con Manni Editori pubblica nel novembre del 2004 il primo romanzo, Nevespina in cui le vicende dei ricoverati di un ex manicomio s'intrecciano con la storia d'amore fra lo psichiatra Michele e Laura, una donna che sente vicino il salto della follia. Il manicomio di Nevespina è in realtà l'ex Ospedale Psichiatrico "Vittorio Emanuele II" di Nocera Inferiore in provincia di Salerno: fra il 1996 e il 1998 Valeria Alinovi ne segue il processo di dismissione, ricavandone una serie di inchieste giornalistiche.
Con la Fondazione Premio Napoli, per la quale Valeria Alinovi ha curato l'ufficio stampa e comunicazione in diverse stagioni, nel 2009 è narratrice di Napoli nell'ambito del Maggio dei Monumenti, XV edizione.
Nel 2010 fonda il gruppo AscoltIncanti. Sentieri di suoni e parole con i maestri Giovanna Peduto e Canio Lucia, che produce e promuove opere ed eventi artistico-culturali come il concerto-spettacolo per voce narrante ANCHE A NAPOLI LA TERRA TREMÒ. Tarsie per un racconto rappresentato nel 2011 presso la Chiesa di San Giuseppe delle Scalze (Montesanto, Salita Tarsia) e il concerto-spettacolo Le pietre di Partenope che trae ispirazione dal Giubileo per Napoli, rappresentato nel 2012 nella Sala del Vasari della Chiesa di Sant'Anna a Monteoliveto, Napoli, e poi nell'Aula Magna della sede centrale dell'Università Federico II di Napoli. 
Nel 2021 il suo "Celeste, Tommy e la Fontana delle 7 Meraviglie", pubblicato nel 2017 da Editrice Domenicana Italiana, vince la 28ª edizione del Premio Artistico Internazionale "Amico Rom": "... narrativa che contribuisce alla conoscenza della cultura Romanì e all'amicizia con le popolazioni Rom e Sinti". Il Premio è promosso da Regione Abruzzo, Comune di Lanciano e UCRI, Unione Comunità Romanès in Italia. 
Nel febbraio del 2023 la poesia "Lenzuola al vento" vince il Premio "Mariarosa Lancini Costantini" nell'ambito della XV edizione di "Scrivi l'amore", promosso dall'Associazione culturale Amici di Mario Berrino, di Ispra.

## Opere
- Come in un gioco, Pietro Laveglia Editore, Salerno, 1976. Prefazione Renato Aymone.
- La Tigre Maltese e altre fiabe, Tempi Moderni, Napoli, 1985.
- G. C. Passeroni e il suo 'Cicerone', a cura dell'Università Federico II di Napoli, Dipartimento Italianistica, 1986.
- Aspetti linguistici della favolistica settecentesca, a cura dell'Istituto Italiano per gli Studi Filosofici, 1987.
- La città senza fuoco, Liguori, Napoli, 1991. ISBN 9788820718473.
- Il caravanserraglio, Rubbettino, Soveria Mannelli (CZ), 1997. ISBN 8872844908
- Inventario per un amore in AA.VV., Avere un nome, Edizioni Liberodidcrivere, 2003. Prefazione don Luigi Ciotti.  ISBN 8873880282
- Nevespina, Manni Editori, San Cesario di Lecce (LE), 2004. ISBN 8881765381
- I bambini di Beslan per la rassegna Poesia, sostantivo femminile, a cura dell'Associazione Dicearchia, 2009 e 2010, Prato.
- Inventario per un amore in AA. VV., Frammenti imprevisti. Antologia della poesia italiana contemporanea, a cura di Antonio Spagnuolo. Napoli, Kairòs Edizioni, 2011. ISBN 978-88-95233-63-5
- Celeste, Tommy e la fontana delle 7 meraviglie, Editrice Domenicana Italiana, Napoli, 2017. ISBN 8894876063
- Appuntamento a Forcella!, Napoli Pop-Up Edizioni Ambulanti 2018/19. ISBN 978-88-908936-8-1
- Il pacchetto rosso in A.A. V.V., Un tempo diverso vite sospese del lockdown, Napoli, Guida Editori 2020. ISBN 9788868666866
- Come un filo d'erba ai Decumani, Manni Editori, San Cesario di Lecce (LE), 2023. ISBN 9788836172269
- L'assistente in A.A. V.V., Incredibile ma vero Antologia di racconti, La Valle del Tempo, Napoli, 2023. ISBN 979-12-81678-15-6